# Эрнандес, Йордан
Йордан Ален Эрнандес Морехон (исп. Yordan Alain Hernández Morejón; род. 12 марта 1996, Гавана, Куба) — болгарский боксёр-любитель кубинского происхождения, выступающий в тяжёлой и в супертяжёлой весовых категориях. Входит в национальную сборную Болгарии по боксу, ранее входил в сборную Кубы по боксу, бронзовый призёр Европейских игр (2023), бронзовый призёр чемпионата Европы (2024), многократный чемпион и призёр национального чемпионата Болгарии, чемпион Юношеских Олимпийских игр (2014), и чемпион мира среди молодежи (2014), многократный победитель и призёр международных и национальных турниров в любителях.

## Биография
Йордан Эрнандес Морехон родился в 12 марта 1996 года в Гаване, на Кубе.
Затем, уже будучи сформировавшимся спортсменом, после 2018 года вместе кубинским тренером переехал в Болгарию и стал натурализованным гражданином Болгарии.

## Любительская карьера

### 2014—2018 годы
В апреле 2014 года, в 18-летнем возрасте, стал чемпионом мира в весе до 91 кг на 4-м чемпионате мира по боксу среди молодежи в Софии (Болгария). Там он все свои бои выиграл единогласным решением судей со счётом 3:0. Его соперниками были узбек Рахматулла Гофуров, россиянин Андрей Шоков, ирландец Майкл Галлахер, украинец Роберт Мартон, и в финале он единогласным решением судей победил хорвата Тони Филипи.
В августе 2014 года стал Олимпийским чемпионом в весе до 91 кг на 2-х летних Юношеских Олимпийских играх в Нанкине (Китай). Тогда он снова по очкам единогласным решением победил Роберта Мартона и Майкла Галлахера, и в финале раздельным решением судей (счёт: 2:1) снова победил хорвата Тони Филипи.
В 2018 году выступал в полупрофессиональной лиге World Series of Boxing, защищая честь команды «Венесуэльские вожди» в супертяжёлом весе. Где потерпел два поражения: по очкам раздельным решением судей проиграл колумбийцу Кристиану Сальседо и нокаутом во 2-м раунде проиграл будущему Олимпийскому чемпиону узбеку Баходиру Жалолову.

### 2021—2022 годы
В феврале 2021 года участвовал в представительном международном турнире «Странджа» проходившем в Софии (Болгария), в весе свыше 91 кг, но в 1/8 финала по очкам проиграл опытному армянину Гургену Ованнисяну, — который в итоге стал бронзовым призёром этого турнира.
В феврале 2022 года стал бронзовым призёром на представительном международном турнире «Странджа» проходившем в Софии (Болгария). Где он в 1/8 финала соревнований победил датчанина Кема Юнгквиста, затем в четвертьфинале единогласным решением судей победил литовца Йонаса Язявичюса, но в полуфинале по очкам проиграл немцу Нелви Тиафаку.
В мае 2022 года участвовал в чемпионате Европы в Ереване (Армения), в весе свыше 92 кг, но в первом раунде соревнований он проиграл опытному молдаванину Алексею Заватину.

### 2023—2024 годы
В мае 2023 года, в Ташкенте (Узбекистан) участвовал на чемпионате мира в весе свыше 92 кг, где он в 1/16 финала соревнований по очкам раздельным решением судей (1:4) проиграл опытному грузину Николозу Бегадзе.
В июне 2023 года стал бронзовым призёром на III-х Европейских играх в Кракове (Польша), в весе свыше 92 кг. Где он в 1/8 финала соревнований по очкам решением большинства судей (4:1) победил итальянца Диего Ленци, в четвертьфинале по очкам единогласным решением судей (5:0) победил литовца Йонаса Язевичуса, но в полуфинале по очкам (0:5) проиграл британцу Делишесу Ори.
В октябре 2023 года, в Будве (Черногория) стал серебряным призёром Кубка Европы EUBC Cup 2023, где он в полуфинале по очкам со счётом 5:0 победил серба Владана Бабича, но в финале со счётом 0:5 проиграл хорвату Марко Милуну.
В феврале 2024 года стал серебряным призёром в весе свыше 92 кг международного турнира «Странджа» проходившего в Софии (Болгария), в финале проиграв узбеку Жахонгиру Зокирову.
В марте 2024 года, в городе Бусто-Арсицио (Италия) участвовал в 1-м мировом Олимпийском квалификационном турнире, где он в весе свыше 92 кг, в 1/16 финала по очкам со счётом 0:5 проиграл французу Джамили-Дини Абуду, и не смог завоевать лицензию для участия в Парижской Олимпиаде-2024.
В апреле 2024 года, в Белграде (Сербия) стал бронзовым призёром чемпионата Европы, где он в 1/8 финала по очкам со счётом 5:0 победил боснийца Даниеля Алагича, в четвертьфинале техническим нокаутом в 1-м раунде победил молдаванина Николая Бурдюя, но в полуфинале по очкам проиграл опытному испанцу Айюбу Гадфа Дрисси.